# Ceratomegilla ulkei
Ceratomegilla ulkei är en skalbaggsart som beskrevs av George Robert Crotch 1873. Ceratomegilla ulkei ingår i släktet Ceratomegilla och familjen nyckelpigor. Inga underarter finns listade i Catalogue of Life.